# Abingdon-on-Thames
Abingdon-on-Thames (chiamata semplicemente Abingdon tra il 1974 e il 2012) è una città del Regno Unito, nella contea inglese dell'Oxfordshire.
È il capoluogo del distretto della Vale of White Horse, e in passato lo fu del Berkshire.
Come il nome suggerisce, si trova lungo il Tamigi, alla confluenza del suddetto con il fiume Ock, a circa 5 km da Oxford.

## Storia
Abingdon è una delle varie località che sostengono di essere la più antica città dell'Inghilterra ancora abitata.
Inizialmente Abingdon faceva parte del Berkshire, ma in seguito ad una riorganizzazione dei governi locali fu accorpata al Oxfordshire nel 1974.

## Amministrazione

### Gemellaggi
Abingdon è gemellata con:
- Argentan, dal 1956
- Sint-Niklaas, dal 1967
- Schongau, dal 1970
- Lucca, dal 1972

Tramite il distretto Vale of White Horse: 
- Colmar